# Cynthia McKinney
Cynthia Ann McKinney, född 17 mars 1955 i Atlanta, Georgia, är en amerikansk politiker och var det amerikanska miljöpartiets (Green Party) kandidat i presidentvalet 2008. Dessförinnan var hon ledamot av USA:s representanthus för Demokraterna. Hon är även förknippad med Sanningsrörelsen, som bland annat ifrågasätter den officiella versionen av 11 september-attackerna. 

## Kritik av Al Gore
Under presidentvalskampanjen år 2000 skrev McKinney att "Al Gore's Negro tolerance level has never been too high. I've never known him to have more than one black person around him at any given time." Gores kampanjstab pekade då på att hans manager, Donna Brazile, var svart.